# Giorgio Bernardo di Anhalt-Dessau
Giorgio Bernardo di Anhalt-Dessau (Dessau, 21 febbraio 1796 – Dresda, 16 ottobre 1865) era un principe del casato d'Ascania del ramo di Anhalt-Dessau.
Era il secondo figlio maschio di Federico, Principe Ereditario di Anhalt-Dessau e di sua moglie Amalia, figlia di Federico V, Langravio d'Assia-Homburg.

## Matrimonio e figli
A Rudolstadt il 6 agosto 1825 Giorgio Bernardo sposò Carolina Augusta Luisa Amalia (Rudolstadt, 4 aprile 1804 - Rudolstadt, 14 gennaio 1829), figlia del principe Karl Günther di Schwarzburg-Rudolstadt. Ebbero due figli:
1. Principessa Luisa (Dessau, 22 giugno 1826 - Dessau, 18 febbraio 1900)
2. Principe Federico (Dessau, 10 giugno 1828 - Dessau, 22 giugno 1828).

A Dresda il 4 ottobre 1831 Giorgio Bernardo si sposò per una seconda volta e morganaticamente con Therese von Erdmannsdorff (Dresda, 12 settembre 1807 - Mannheim, 28 febbraio 1848), appartenente alla nobiltà inferiore. Fu creata contessa di Raina (erroneamente riportata come Reina dall'almanacco di Gotha) poco dopo il loro matrimonio. Ebbero sette figli:
1. Conte Franz von Raina (Dessau, 2 settembre 1832 - d. Schloss Gross-Kühnau, 17 settembre 1879).
2. Contessa Mathilde von Raina (Dessau, 7 ottobre 1833 - Dresda, 8 febbraio 1917), sposò il 19 maggio 1859 Otto von Könneritz (1835 - 1866).
3. Contessa Helene von Raina (Dessau, 1 marzo 1835 - Rudolstadt, 6 giugno 1860), adottata da suo zio Guglielmo il 1 aprile 1855 e datole il titolo di "principessa di Anhalt" dal regnante duca Leopoldo IV di Anhalt-Dessau; sposò il 7 agosto 1855 Friedrich Günther, Principe di Schwarzburg-Rudolstadt, suo zio (vedovo della zia paterna Amalie Auguste). L'unione fu considerata morganatica secondo il diritto di famiglia del casato di Schwarzburg.[3]
4. Contessa Emma von Raina (Dessau, 5 aprile 1837 - Dresda, 29 novembre 1909).
5. Contessa Maria von Raina (Dessau, 8 maggio 1839 - Dessau, 22 marzo 1931).
6. Conte Rudolph von Raina (Firenze, 23 ottobre 1842 - Dessau, 16 febbraio 1921), sposò il 30 settembre 1882 Emma Elisabeth Klara Marie Paris (Magonza, 27 febbraio 1857 - Großpaschleben, 22 febbraio 1932).
7. Conte Karl von Raina (Firenze, 15 maggio 1844 - Dresda, 27 febbraio 1900), sposò a Berlino il 28 maggio 1887 Cosima von Mörner (Koszalin (Köslin), 20 July 1865 - Zakrzów (Sakrau), 25 agosto 1936); il matrimonio fu senza figli e la coppia divorziò nel 1893. Il 17 agosto 1894 si sposò per la seconda volta con la contessa Marie von der Groeben (Berlino, 23 luglio 1841 - Dresda, 29 dicembre 1894); questo matrimonio durò solo quattro mesi, fino alla morte di Marie.

## Ascendenza
|                                                |                                        |                                                   | Genitori                                            |  |  | Nonni |  |  | Bisnonni                               |  |  | Trisnonni                             |  |
|                                                |                                        |                                                   |                                                     |  |  |       |  |  | Leopoldo II, Principe di Anhalt-Dessau |  |  | Leopoldo I, Principe di Anhalt-Dessau |  |
|                                                |                                        |                                                   |                                                     |  |  |       |  |  | Leopoldo II, Principe di Anhalt-Dessau |  |  | Leopoldo I, Principe di Anhalt-Dessau |  |
|                                                |                                        | Anna Luisa Föhse                                  |                                                     |  |  |       |  |  | Leopoldo II, Principe di Anhalt-Dessau |  |  |                                       |  |
| Leopoldo III, Duca di Anhalt-Dessau            |                                        |                                                   |                                                     |  |  |       |  |  | Leopoldo II, Principe di Anhalt-Dessau |  |  |                                       |  |
|                                                |                                        | Gisella Agnese di Anhalt-Köthen                   | Leopoldo, Principe di Anhalt-Köthen                 |  |  |       |  |  |                                        |  |  |                                       |  |
|                                                |                                        | Gisella Agnese di Anhalt-Köthen                   | Leopoldo, Principe di Anhalt-Köthen                 |  |  |       |  |  |                                        |  |  |                                       |  |
|                                                |                                        | Gisella Agnese di Anhalt-Köthen                   | Federica Enrichetta di Anhalt-Bernburg              |  |  |       |  |  |                                        |  |  |                                       |  |
| Federico, Principe Ereditario di Anhalt-Dessau |                                        | Gisella Agnese di Anhalt-Köthen                   |                                                     |  |  |       |  |  |                                        |  |  |                                       |  |
|                                                |                                        | Federico Enrico, Margravio di Brandeburgo-Schwedt | Filippo Guglielmo, Margravio di Brandeburgo-Schwedt |  |  |       |  |  |                                        |  |  |                                       |  |
|                                                |                                        | Federico Enrico, Margravio di Brandeburgo-Schwedt | Filippo Guglielmo, Margravio di Brandeburgo-Schwedt |  |  |       |  |  |                                        |  |  |                                       |  |
|                                                |                                        | Federico Enrico, Margravio di Brandeburgo-Schwedt | Principessa Giovanna Carlotta di Anhalt-Dessau      |  |  |       |  |  |                                        |  |  |                                       |  |
| Margravia Luisa di Brandeburgo-Schwedt         |                                        | Federico Enrico, Margravio di Brandeburgo-Schwedt |                                                     |  |  |       |  |  |                                        |  |  |                                       |  |
|                                                |                                        | Leopoldina Maria di Anhalt-Dessau                 | Leopoldo I, Principe di Anhalt-Dessau               |  |  |       |  |  |                                        |  |  |                                       |  |
|                                                |                                        | Leopoldina Maria di Anhalt-Dessau                 | Leopoldo I, Principe di Anhalt-Dessau               |  |  |       |  |  |                                        |  |  |                                       |  |
|                                                |                                        | Leopoldina Maria di Anhalt-Dessau                 | Anna Luisa Föhse                                    |  |  |       |  |  |                                        |  |  |                                       |  |
| Principe Giorgio Bernardo di Anhalt-Dessau     |                                        | Leopoldina Maria di Anhalt-Dessau                 |                                                     |  |  |       |  |  |                                        |  |  |                                       |  |
|                                                | Federico IV, Langravio d'Assia-Homburg | Casimiro Guglielmo d'Assia-Homburg                |                                                     |  |  |       |  |  |                                        |  |  |                                       |  |
|                                                | Federico IV, Langravio d'Assia-Homburg | Casimiro Guglielmo d'Assia-Homburg                |                                                     |  |  |       |  |  |                                        |  |  |                                       |  |
|                                                | Federico IV, Langravio d'Assia-Homburg | Cristina Carlotta di Solms-Braunfels              |                                                     |  |  |       |  |  |                                        |  |  |                                       |  |
| Federico V, Langravio d'Assia-Homburg          | Federico IV, Langravio d'Assia-Homburg |                                                   |                                                     |  |  |       |  |  |                                        |  |  |                                       |  |
|                                                |                                        | Ulrica Luisa di Solms-Braunfels                   | Federico Guglielmo di Solms-Braunfels               |  |  |       |  |  |                                        |  |  |                                       |  |
|                                                |                                        | Ulrica Luisa di Solms-Braunfels                   | Federico Guglielmo di Solms-Braunfels               |  |  |       |  |  |                                        |  |  |                                       |  |
|                                                |                                        | Ulrica Luisa di Solms-Braunfels                   | Sofia Maddalena di Solms-Laubach                    |  |  |       |  |  |                                        |  |  |                                       |  |
| Amalia d'Assia-Homburg                         |                                        | Ulrica Luisa di Solms-Braunfels                   |                                                     |  |  |       |  |  |                                        |  |  |                                       |  |
|                                                |                                        | Luigi IX, Langravio d'Assia-Darmstadt             | Luigi VIII, Langravio d'Assia-Darmstadt             |  |  |       |  |  |                                        |  |  |                                       |  |
|                                                |                                        | Luigi IX, Langravio d'Assia-Darmstadt             | Luigi VIII, Langravio d'Assia-Darmstadt             |  |  |       |  |  |                                        |  |  |                                       |  |
|                                                |                                        | Luigi IX, Langravio d'Assia-Darmstadt             | Contessa Carlotta di Hanau-Lichtenberg              |  |  |       |  |  |                                        |  |  |                                       |  |
| Langravia Carolina d'Assia-Darmstadt           |                                        | Luigi IX, Langravio d'Assia-Darmstadt             |                                                     |  |  |       |  |  |                                        |  |  |                                       |  |
|                                                |                                        | Contessa Palatina Carolina di Zweibrücken         | Cristiano III, conte palatino di Zweibrücken        |  |  |       |  |  |                                        |  |  |                                       |  |
|                                                |                                        | Contessa Palatina Carolina di Zweibrücken         | Cristiano III, conte palatino di Zweibrücken        |  |  |       |  |  |                                        |  |  |                                       |  |
|                                                |                                        | Contessa Palatina Carolina di Zweibrücken         | Carolina di Nassau-Saarbrücken                      |  |  |       |  |  |                                        |  |  |                                       |  |
|                                                |                                        | Contessa Palatina Carolina di Zweibrücken         |                                                     |  |  |       |  |  |                                        |  |  |                                       |  |